# 치즈!
치즈!(Cheese!, チーズ!)는 쇼가쿠칸이 발행하는 일본의 월간 소녀 만화 잡지이다. 공식 웹사이트에서는 스스로를 월간 치즈!라고 부르기도 한다.
이 잡지는 젊은 여성 독자들을 대상으로 한다. 특집 일본 만화의 주제는 로맨스와 성숙한 관계를 중심으로 전개된다. 1996년부터 연재 중인 것으로 알려져 있으며 소녀 코믹 등 쇼가쿠칸의 다른 잡지의 자매 만화이다.

## 치즈!에 실린 만화 시리즈

### 현재
- 짐승의 왕(王の獣)

### 과거
- 여명의 아르카나
- 핀토코나
- 그녀는 거짓말을 너무 사랑해
- 37.5°C의 눈물
- 커피&바닐라
- 사랑과 탄환
- 이봐 선생님, 그거 모르지?